# Atari 2800

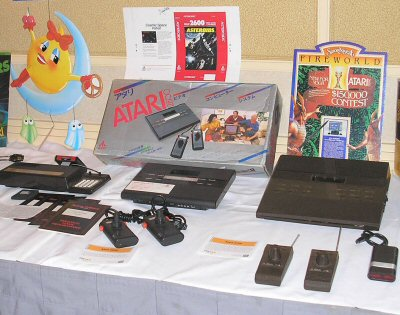
The Atari 2800, caja y mandos.

La Atari 2800 (llamada Cindy durante su desarrollo) fue la versión Japonesa de la Atari 2600, lanzada en 1983. Fue el primer lanzamiento oficial de la 2600 en Japón pese a que empresas como Epoch habían distribuido la 2600 en Japón antes.
El diseño de la 2800 es muy similar al de la posterior Atari 7800; la 7800 utiliza una carcasa modificada de 2800. Los controladores de juegos usan una combinación de un joystick digital de 8 direcciones y un paddle de 270 grados. Hasta cuatro de ellos pueden conectarse mediante los cuatro puertos DE-9 de joystick Atari del frontal de la carcasa.
Unos 30 juegos se lanzaron para la 2800. Aunque las cajas estaban en japonés y tenían un esquema de colores plata/rojo similar al de los juegos de Atari de la época, los cartuchos en sí mismos tenían las mismas etiquetas que los americanos, principalmente para reducir costes.
Sin embargo la 2800 nunca tuvo una oportunidad en Japón. Es lanzada poco antes que la Sega SG-1000 que al poco devino en el sistema más popular de Japón.
La 2800 tuvo una segunda oportunidad al ser lanzada en Estados Unidos en 1983 como la Sears Video Arcade II, incluyendo dos controles y el Space Invaders. Atari sólo tuvo que cambiar al caja y la placa metálica central